# And the Villain Still Pursued Her (film 1914 Christie)
And the Villain Still Pursued Her è un cortometraggio muto del 1914 diretto da Al Christie e interpretato da Eddie Lyons, Lee Moran, Ramona Langley e Russell Bassett.

## Trama
Nellie, la graziosa figlia del capo dei pompieri, mascotte del corpo dei vigili del fuoco, ha due corteggiatori. Il primo è il bravo e coraggioso Eddie; il secondo è Lee, un mascalzone che, su di lei, ha dei progetti molto poco onorevoli. Insieme a due complici, l'uomo infatti rapisce la ragazza che poi porta con sé nel suo covo. Eddie, corso subito in aiuto dell'innamorata, non riesce però nell'intento di liberarla, venendo aggredito dai tre bricconi che tentano di sopraffarlo. Mentre il giovane pompiere continua a cercare di lottare contro i due scagnozzi, Lee incita i suoi a legarlo mentre lui, intanto, se ne va via con Nellie. Il suo progetto è quello di sposare la ragazza contro la sua volontà: armato di pistola, minaccia perfino di uccidere il giudice di pace se quest'ultimo non porterà a termine la cerimonia. Eddie, intanto, è riuscito a fuggire, dando l'allarme e mettendo in allerta i vigili del fuoco che, insieme a lui, si dirigono sull'autopompa a tutta velocità verso l'ufficio del giudice. Nellie viene liberata, ma Lee sfugge agli inseguitori. Saltato in un taxi, lo fa esplodere con della dinamite.

## Produzione
Il film fu prodotto dalla Nestor Film Company.

## Distribuzione
Distribuito dall'Universal Film Manufacturing Company, il film - un cortometraggio di una bobina - uscì nelle sale cinematografiche statunitensi il 2 gennaio 1914.